# بای (صدراعظم)
بای (انگلیسی: Bay؛ درگذشته در ۱۱۹۲ قبل از میلاد) سیاستمدار و دولتمردی با مقام عالی حکومتی در دوران مصر باستان بود که در زمان ستی دوم به شهرت و مقام رسید و بعداها در مراحل پایانی سلسله نوزدهم مصر به یک کارگزار بانفوذ تبدیل شد.
اهمیت بای از این واقعیت مشخص می‌شود که وی با تأیید ستی دوم یا به‌احتمال قوی‌تر سیپتاه اجازه یافت تا مقبره خود را در دره پادشاهان مصر (KV13) بسازد. آرامگاه او به‌طور مشخص به عنوان بخشی از قبرهای سه‌گانه، از جمله آرامگاه فرعون سیپتاه و ملکه تااوسرت ساخته شد. این امتیاز بی‌سابقه‌ای بود که به ندرت به یک فرد عادی اعطا می‌شد، چه برسد به یک فرد خارجی (اگرچه استثناهای قبلی، مانند یویا هم وجود داشت). این احتمال وجود دارد که امتیاز ساخت این آرامگاه به این دلیل به بای اعضا شده باشد که او از خویشاوندان مادر سیپتاه، یک هم‌بالین کنعانی ستی دوم، یا شاید حتی آمنمسس بوده‌است. مقبره او بعدها در دورهٔ دودمان بیستم مصر توسط شاهزاده منتحرخپشیف، که پسر رامسس نهم بود، غصب شد.